# Juan Merino Ruiz
Juan Merino Ruiz, (nascut el 24 d'agost de 1970 a Cadis) és un futbolista andalús, ja retirat, que va desenvolupar tota la seua carrera a Andalusia.

## Trajectòria
Merino va arribar al primer equip del Reial Betis el 1990, i en va esdevenir el capità als pocs anys. Va passar 12 anys en el Betis, vuit d'ells a la primera divisió, sumant un total de 203 partits a la màxima categoria.
El 2002, va passar al Recreativo de Huelva, on va militar quatre anys fins a la seua retirada el 2007.
Posteriorment, ha continuat en el Betis com a assistent tècnic.